# 唯法寺

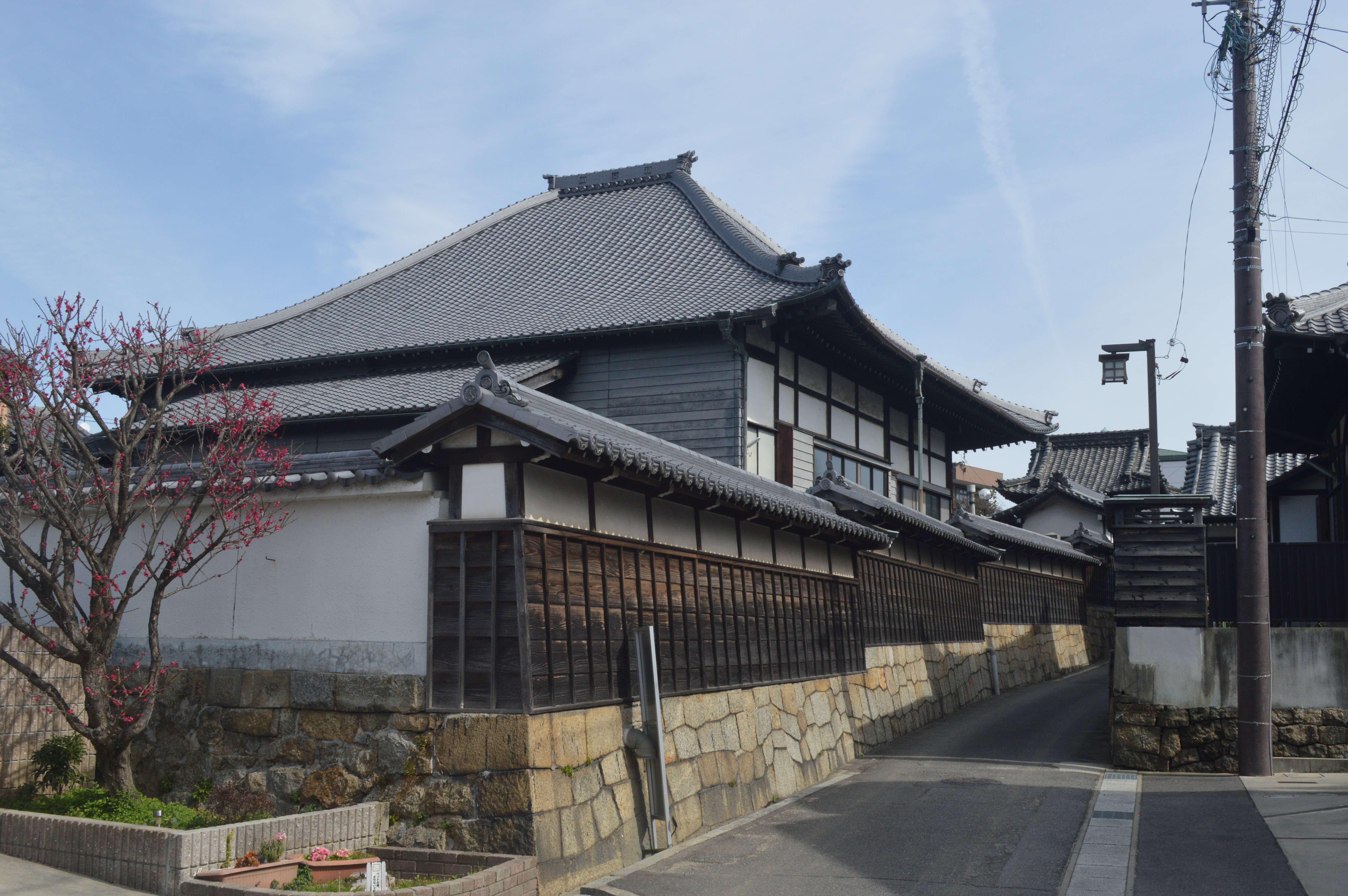
唯法寺と順海町通り

唯法寺（ゆいほうじ）は、愛知県西尾市順海町12にある真宗大谷派の寺院。山号は頂谷山。
古い景観を残す順海町通りの北側にある。第11世順海が竹藪だった場所を開いたのが順海町通りであり、通りの名称は住職の名前に因んでいる。

## 歴史

### 近世
文亀2年（1502年）創建。寛永11年（1634年）、第11世順海の時に現在地に移転して本堂を建立した。順海の晩年に本堂が焼失し、第12世善海の時に本堂が再建された。18世紀前半、第16世演順・第17世諦順・第18世順寥の時に本堂の建て替えや境内の整備が行われた。

### 近代
第24世観順（占部観順、1824年 - 1910年）は大阪・西淀川の了願寺に生まれて唯法寺に養子に入る。観順は仏教学者でもあり、真宗大学（大谷大学の前身）の初代学監を務めた。真宗大谷派の指導的地位にあった観順が寺内に私塾の破塵館を開くと、約3年の間に北海道から九州まで約480人の僧侶が学んだ。晩年の観順は、清沢満之等の教団改革運動の一環として僧侶の教育機関の刷新も企てられ、真宗大学学監の職を委嘱された。しかしその後も本山内の政争が繰り広げられる中、異安心として1899年（明治32年）7月25日には真宗大谷派から擯斥処分を下されるされることとなった。

### 現代
1983年（昭和58年）以後には本堂の屋根瓦の葺き替えを行った。1985年（昭和60年）9月23日には高史明による落慶記念講演が行われ、本堂が超満員の約280人で埋め尽くされた。

## 現地情報
所在地
- 445-0834：愛知県西尾市順海町12[3]

アクセス
- 名鉄西尾線 西尾駅から徒歩で約9分、または西尾口駅から徒歩で約12分[3]。